# فورستنفالدة
فورستنوالدة (اشبري) (بالألمانية: Fürstenwalde) هي مدينة و بلدة ألمانية تقع في ألمانيا في براندنبورغ.[بحاجة لمصدر]  يقدر عدد سكانها بـ 33,188 نسمة .

## أعلام
- بوركهارد ريتش
- هربرت كورنر
- هانز مايكل ريبيرغ